# Eignungstest für das Medizinstudium

EMS-Logo

Der Eignungstest für das Medizinstudium (EMS) ist ein fachspezifischer Studierfähigkeitstest zur Erfassung der Studieneignung für ein Studium der Medizin, der in der Schweiz seit 1998 für Humanmedizin, 1999 für Veterinärmedizin und 2004 auch für die Zahnmedizin als an den Studienplatzkapazitäten orientiertes Auswahlverfahren für die Zulassung eingesetzt wird. Er wurde von 2006 bis 2012 auch in Österreich durchgeführt.
Verantwortlich für den Test ist das Zentrum für Testentwicklung und Diagnostik (ZTD) an der Universität Freiburg (Schweiz), welches den Test im Auftrag von Swissuniversities durchführt. Es besteht eine langjährige Zusammenarbeit mit dem Entwickler des Tests für medizinische Studiengänge (TMS) in Deutschland, dem Institut für Test- und Begabungsforschung und seiner Nachfolgeeinrichtung ITB Consulting GmbH (Bonn), von welchem der EMS eine Schweizer Adaptation darstellt.

## Einsatz
Von 1998 bis 2006 war und ab dem Jahr 2013 bei ausschliesslichem Einsatz in der Schweiz ist der Name „Eignungstest für das Medizinstudium in der Schweiz“ (EMS) bzw. Test d’aptitudes pour les études de médecine en Suisse und Test attitudinale per lo studio di medicina in Svizzera in Verwendung. Als Abkürzung für beide letztgenannten Bezeichnungen wird AMS verwendet. Zu Zeiten des gleichzeitigen Einsatzes in Österreich wurde er nur Eignungstest für das Medizinstudium genannt.

### Einsatz in der Schweiz als Zulassungskriterium im Rahmen des Numerus clausus (NC)
Der EMS wird in der Schweiz im Rahmen von universitären Auswahlverfahren als Zulassungskriterium für ein Medizinstudium bei Notwendigkeit eines Numerus clausus angewendet. Die Notwendigkeit besteht, wenn eine 20-prozentige Kapazitätsüberschreitung bei den Anmeldungen Mitte Februar vorliegt und keine Umleitungsmöglichkeiten zwischen den Universitäten das ausgleichen können. Die Empfehlung an die Kantone erfolgt durch die Schweizerische Hochschulkonferenz Anfang März jeden Jahres. Die Einführung des NC unterliegt dann dem jeweiligen kantonalen Recht und wird je nach Rechtslage durch Regierung oder Parlament beschlossen.
Für Humanmedizin (seit 1998), Veterinärmedizin (seit 1999) und Zahnmedizin (seit 2004) besteht ein Numerus clausus (NC) für Personen, die sich an den Universitäten Basel, Bern, Freiburg oder Zürich angemeldet haben. Dazugekommen sind Studienplätze für ein Bachelor-Studium an der ETH Zürich (ein anschliessendes Masterstudium an einer anderen Universität ist garantiert). die Universität Luzern, die Universität St. Gallen und die Università della Svizzera italiana (USI) bieten Masterstudiengänge in Humanmedizin an, die jeweiligen Bachelor-Studiengänge werden in Zürich, Basel oder Bern angeboten, wobei die Zulassung bereits dafür erfolgt. Seit 2008 werden auch 20 Plätze für Chiropraktik an der Universität Zürich vergeben. 
An den Universitäten Genf, Lausanne und Neuenburg gibt es keinen Numerus clausus für Medizin, hier finden nach dem ersten Jahr verschärfte inneruniversitäre Prüfungen statt, um die ressourcenanhängigeren folgenden Studienabschnitte nicht zu überlasten.
Swissuniversities hat die Governance für das gesamte Auswahl- und Zulassungsverfahren, für welches die Schweizerische Hochschulkonferenz die politische Verantwortung trägt.
Der Test findet jeweils Anfang Juli am gleichen Tag statt. Es ist in der Regel der erste Freitag – liegt dieser wegen der Maturitätsprüfungen zu früh, wird auf den zweiten Freitag gewechselt. Er wird an den Universitätsstandorten und einigen anderen Orten angeboten, die bei der Anmeldung zum Studium im Februar ersichtlich sind. 

### Einsatz in Österreich 2006 bis 2012
Von 2006 bis 2012 wurde der EMS auch in Österreich (Wien und Innsbruck) für die Zulassung zeitgleich wie in der Schweiz eingesetzt. Die Vorbereitung und Auswertung oblag der Schweizer Seite. Bei der dortigen Anwendung ergaben sich jedoch spezifische Unterschiede zwischen den Ergebnissen der Geschlechter: Deutlich schlechtere Ergebnisse für Frauen, was sich auch auf die Zulassungszahlen auswirkte und weder in der Schweiz, noch in Deutschland beim TMS in diesem Ausmaß aufgetreten ist.
Es fand eine Evaluation statt, die Evaluationsstudie von Christiane Spiel führte zu Stellungnahmen der Schweizer Rektorenkonferenz und des ZTD. Die Schweizer Seite kündigte 2012 die Zusammenarbeit auf. Seit 2013 wird in Österreich der MedAT als Test verwendet.

### Obligatorischer nichtselektiver Einsatz in Genf 2010 bis 2012
2010 bis 2012 wurde der EMS obligatorisch, aber nichtselektiv an der Universität Genf eingesetzt. Das heißt, man musste an dem Eignungstest teilnehmen, das Ergebnis entschied aber nicht über die Zulassung. Er war damit eher einem Self-Assessment vergleichbar: Die Studierenden sollten dadurch eine Hilfe zur Selbstbewertung ihrer Studieneignung erhalten und unter Umständen daraus selbstständig Konsequenzen ziehen. Das ZTD beurteilte den Versuch eines obligatorischen nichtselektiven Einsatzes negativ: Die dissuasive (abschreckende) Wirkung im Sinne eines Bewerbungsverzichts bei relativ schlechteren Testergebnissen sei nicht ausreichend gewesen. Auch das Angebot eines Beratungsgesprächs sei kaum in Anspruch genommen worden. Über die drei Jahre Laufzeit verschlechterten sich sowohl die absoluten Testergebnisse als auch die Vorhersagegenauigkeit des Tests. Gemäß der Interpretation der Autoren wurde der Test zunehmend als lästige Pflichtübung wahrgenommen, was sich auch an der geringeren Vorbereitungszeit gezeigt habe; ein Self-Assessment bei freiwilliger Teilnahme ergebe regelmäßig bessere Werte. Ihnen zufolge ermöglicht der EMS bei obligatorischem nichtselektivem Einsatz keine kapazitätsgenaue Zulassung.

## Konzept des Tests – Was misst der EMS?
Der EMS ist ein psychometrisches Verfahren in der Tradition der Klassischen Testtheorie. Die Aufgabengruppen sind nicht (wie etwa der amerikanische Scholastic Aptitude Test (SAT) bzw. die PISA-Studie) nach dem Rasch-Modell konzipiert, d. h. die Subtests sind nicht eindimensional, sondern sollen bewusst komplexe Studienanforderungen („Arbeitsproben“) nachempfinden.
Der Test ist auf die Messung der Studieneignung, die optimale Vorhersage des Studienerfolges ausgelegt. Es sollen diejenigen Personen bevorzugt einen Platz erhalten, die für das Studium am besten geeignet sind: Studieneignung als erfolgreicher Abschluss des Studiums in einer angemessen (kurzen) Studienzeit mit guten Ergebnissen. Die vorhandenen Studienplätze werden entsprechend der Höhe des Testergebnisses zugeteilt. Der als Rechtfertigung dieses Vorgehens notwendige Zusammenhang zwischen besserer Testleistung und höherer Bestehenswahrscheinlichkeit der Prüfung wurde in Prognosestudien evaluiert.

### Aufgabengruppen
Der EMS besteht seit 2016 aus neun Aufgabengruppen, die als Eintagesassessment zu bearbeiten sind. Die Belastung gehört mit zum Konzept des Tests, weil Medizinstudium und -beruf eine hohe Belastbarkeit voraussetzen. Eine Aufgabengruppe „Planen und Organisieren“  wurde bis 2015 durchgeführt. Wegen der Corona-Pandemie wurde auf die Pause verzichtet und wurden Aufgabengruppen verkürzt. Beispielaufgaben stehen für die Vorbereitung zur Verfügung. Über die aktuellen Abläufe informiert eine Test Info.
Die Teststruktur wurde so geändert, das keine Pause mehr notwendig ist. Die aktuell genutzten neun Aufgabengruppen des EMS sind:
| Aufgabengruppe                                       | Aufgabenzahl und Dauer                                | Beschreibung                                                            | Beispielaufgabe |
| ---------------------------------------------------- | ----------------------------------------------------- | ----------------------------------------------------------------------- | --------------- |
| Muster zuordnen                                      | - 18 Aufgaben - 16 Minuten                            | Test der visuellen Strukturierungsfähigkeit                             |                 |
| Medizinisch-Naturwissenschaftliches Grundverständnis | - 18 Aufgaben - 45 Minuten                            | Test zu naturwissenschaftlichem Denken                                  |                 |
| Objekte im Raum                                      | - 18 Aufgaben - 10 Minuten                            | mentaler Rotationstest zu räumlichen Fähigkeiten                        |                 |
| Quantitative und Formale Probleme                    | - 18 Aufgaben - 45 Minuten                            | Test zu mathematischen Fähigkeiten im naturwissenschaftlichen Kontext   |                 |
| Figuren lernen, Einprägephase                        | - 18 Aufgaben - 5 Minuten lernen                      | Test der figuralen Merkfähigkeit                                        |                 |
| Fakten lernen, Einprägephase                         | - 18 Aufgaben - 6 Minuten lernen                      | Test der verbalen Merkfähigkeit und assoziativen Erinnerungsbildung     |                 |
| Textverständnis                                      | - 3 Texte - 18 Aufgaben, - 45 Minuten                 | Test zum Lesesinnverständnis im naturwissenschaftlichen Kontext         |                 |
| Figuren Lernen und Fakten Lernen Reproduktionsphase  | - Figuren lernen: 5 Minuten - Fakten lernen 7 Minuten | - Figuren lernen: 5 Minuten - Fakten lernen 7 Minuten                   |                 |
| Diagramme und Tabellen                               | - 18 Aufgaben - 45 Minute                             | Test zum Verständnis und zur Interpretation von Diagrammen und Tabellen |                 |
| Konzentriertes und Sorgfältiges Arbeiten             | - 1600 Zeichen, - 8 Minuten                           | Aufmerksamkeitsbelastungstest                                           |                 |

Mit Hilfe der Faktorenanalyse wurde ermittelt, welche gemeinsamen Komponenten sich in den zehn Aufgabengruppen finden.
Etwa 30 % der Varianz der Testergebnisse werden durch einen Faktor „Schlussfolgerndes Denken (Reasoning)“ aufgeklärt, etwa 15 % Anteil hat die „Merkfähigkeit“ und etwa 20 % „Visuelle Fähigkeiten und Konzentrationsfähigkeit“. 35 % der Varianz sind spezifisch für die einzelnen Aufgabengruppen oder andere Anteile.

### Wie funktioniert der Test?

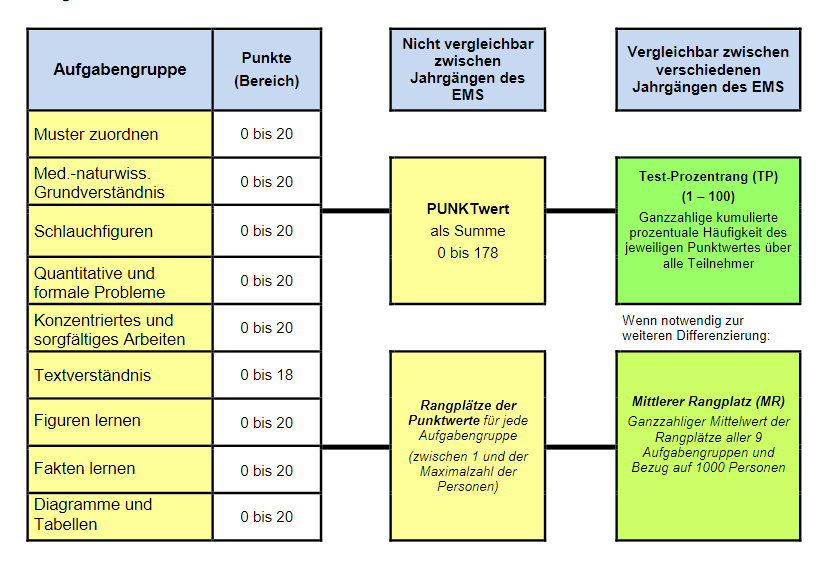
Auswertung des EMS (alte Form, heute weniger Aufgaben)

Im Unterschied zu einer Prüfung kann man den Test genau genommen nicht „bestehen“ oder „nicht bestehen“, er ist ein wettbewerbsorientiertes Reihungsverfahren: Es steht eine bestimmte Studienplatzanzahl zur Verfügung, die Plätze werden unter der Bedingungen eines Numerus clausus an die Testbesten in der Reihenfolge der Ergebnisse vergeben. Personen, die nicht zugelassen werden konnten, sind daher nicht unbedingt für das Studium ungeeignet. Andere waren besser und die Kapazität begrenzte die Auswahl.
Auch für die Vergabe eines Platzes der gewünschten Universität oder eine notwendige Umleitung an weniger ausgelasteten Universitäten wird der Testwert herangezogen.
Der seit 2014 für diese Zulassung verwendete Prozentrang (TP) wird direkt aus der kumulierten Häufigkeitsverteilung der Punktwerte aller Personen berechnet, die in einem Jahr am EMS-Test teilnehmen und ist ganzzahlig. Der Bereich ist eigentlich 0 bis 100, Werte unter 10 werden auf 10 gerundet. Er zeigt an, wie viele Prozent aller teilnehmende Personen ein schlechteres (oder gleich gutes Ergebnis) erreicht haben. Die Testwerte sind zwischen den Jahren vergleichbar und können ins Folgejahr übernommen werden.
Die früher verwendete Standardisierung des Punktwertes auf der Basis von Mittelwert und Standardabweichung der Gesamtpunktzahl in den Bereich von 70 bis 130 hat wegen der steigenden Teilnehmerzahlen nicht mehr ausreichend für eine kapazitätsgenaue Zulassung differenziert.
Bei gleichem Testwert werden weiterhin die Personen in der Reihenfolge des mittleren Rangplatzes aller Aufgabengruppen berücksichtigt, wenn die Kapazität keine Zulassung aller Personen mit einem Testwert zulässt bzw. für Umleitungen eine Differenzierung notwendig ist. Um auch hier eine Vergleichbarkeit zwischen den Jahren herzustellen, werden die Rangplätze auf jeweils 1000 Personen bezogen umgerechnet. Diese Auswertung wichtet gute Leistungen in schwereren Aufgabengruppen höher als der einfache Punktwert.

### Verschiedene Sprachversionen
Bedingt durch die Mehrsprachigkeit der Schweiz wird der Test in deutscher, italienischer und französischer Sprache entwickelt. Dabei werden die Aufgaben hinsichtlich ihrer unterschiedlichen Wirkung in den verschiedenen Sprach- und Länderversionen mit Hilfe des sog. Differential item functioning (DIF-Analyse) überprüft. Für Fragen, die in der französisch- oder italienischsprachigen Version im Vergleich zur Erwartung aufgrund der deutschsprachigen Version deutlich schwerer sind, werden den dadurch möglicherweise testbedingt benachteiligten Teilnehmern (Zehntel-)Bonuspunkte gutgeschrieben.

### Grenzen des EMS und weitere Einflussfaktoren auf das Ergebnis
Grundsätzlich können in einem Eignungstest als Groß-Gruppentest (Massentest) nur ganz bestimmte Merkmale geprüft werden:
- Leistungsmerkmale, wo es eindeutig richtige/falsche Lösungen gibt, die Zahl richtiger Lösungen für Eignung steht. Der Richtigkeitsnachweis muss justitiabel sein (z. B. die Trennschärfen werden als Kenngrößen verwendet);
- nicht bezüglich der Antwort verfälschbare Merkmale (keine Urteile nach der sozialen Erwünschtheit), was alle Urteilsmethoden vom Fragebogentyp z. B. für Persönlichkeitsmerkmale, Motivation oder Sozialverhalten verunmöglicht:
- ökonomisch erfassbare Merkmale, Eignung für Groß-Gruppentestung, automatisierte Auswertbarkeit (z. B. keine Videopräsentationen realistisch);
- geringe Trainierbarkeit (nicht zu verwechseln mit Notwendigkeit der Vorbereitung) – die empfohlene Selbstvorbereitung muss mit kommerziellen Trainingskursen vergleichbar bleiben.

Mögliche weitere Faktoren, die das Testergebnis beeinflussen:
- Güte der schulischen Ausbildung als Training der Studierfähigkeit (wahrscheinlich);
- Motivationale Faktoren bezogen auf Medizinstudium/Medizinalberuf und Testmotivation (sicher);
- Geübtheit, Vorbereitung (sicher);
- Belastbarkeit (der Test dauert fast sechs Stunden – diese Anforderung ist allerdings Bestandteil des Testkonzeptes, weil auch der Medizinalberuf in der Regel hohe Belastbarkeit fordert), (sehr wahrscheinlich);
- Testangst (wahrscheinlich).

### Evaluationen und politische Diskussionen zur Zukunft des Selektionsverfahrens

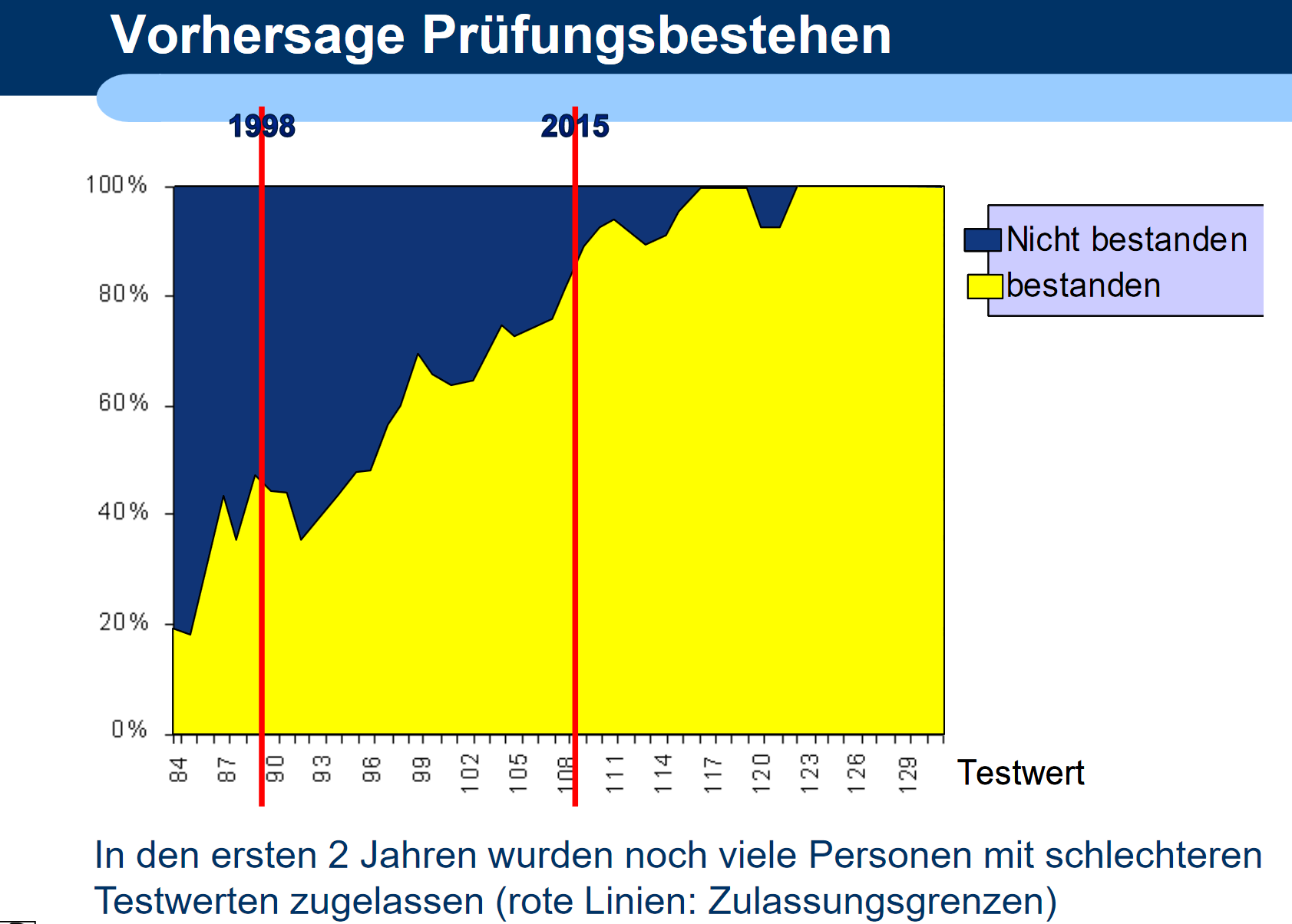
Vorhersage Prüfungsbestehen Jahr 1, Kohorte 1998 (Quelle s. Bildinformation)

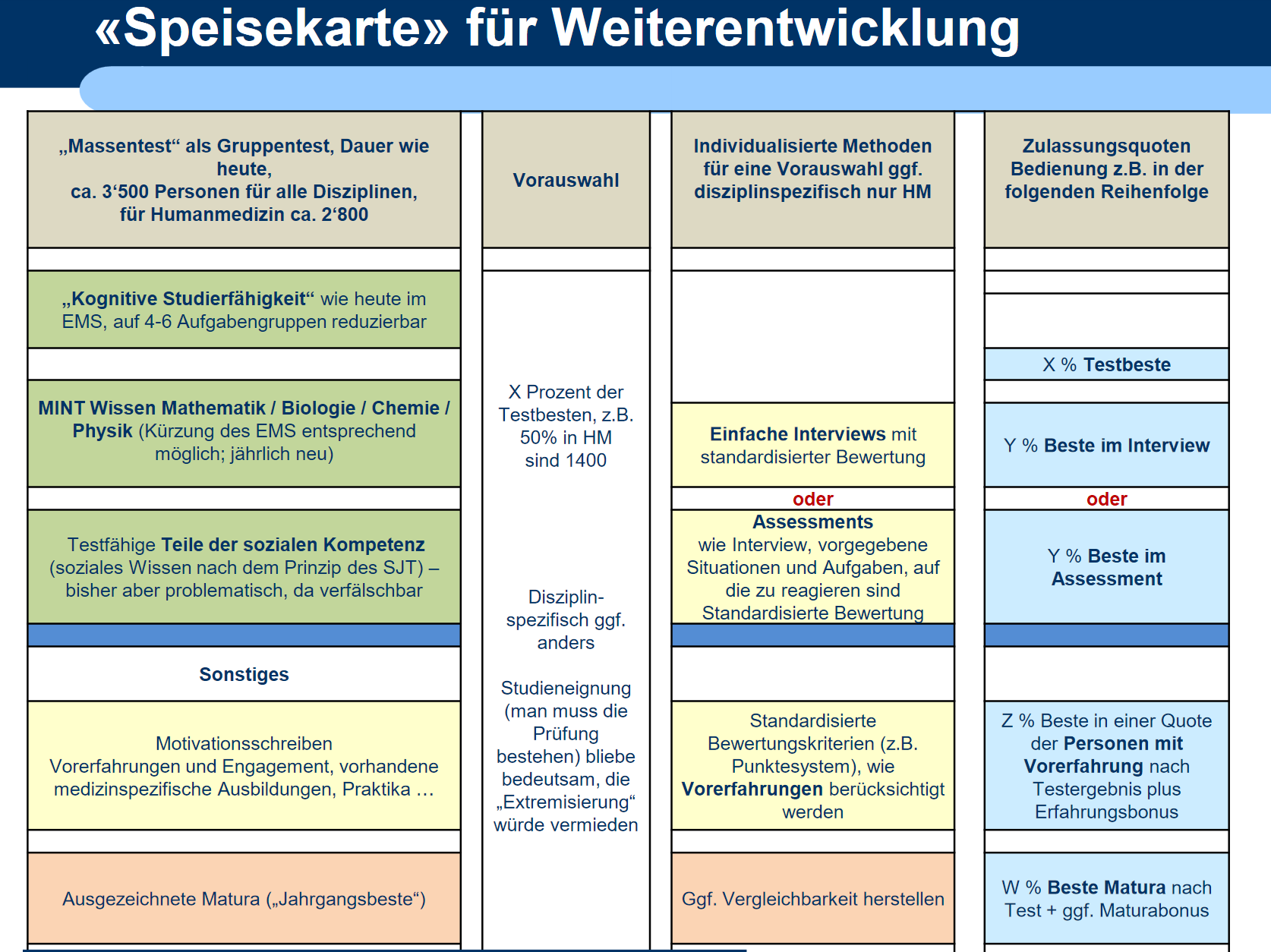
Mögliche Weiterentwicklung des Zulassungsverfahrens (Quelle s. Bildinformation)

Eine 2007 veröffentlichte Metaanalyse fachspezifischer Studierfähigkeitstests im deutschsprachigen Raum zeigte, dass insbesondere beim Studienfach Humanmedizin ein hohes, den Schulnoten vergleichbares Niveau an Vorhersagbarkeit des Studienerfolgs erreicht wird. Alle anderen untersuchten Kriterien (Eignungsgespräche, allgemeine Tests usw.) waren in ihrer Vorhersage des Studienerfolgs den Schulnoten und den Studierfähigkeitstests unterlegen. Für die medizinspezifischen Tests wurden Einzelstudien zum TMS und EMS in die Metaanalyse aufgenommen, einbezogen waren hier Einzelstudien des ZTD zu den Testteilnehmenden 1998 und 1999. Als Erfolgskriterium dienten im Studium erzielte Noten, im Fall des EMS Noten in der ersten und teilweise auch in der zweiten Vorprüfung (nach einem bzw. zwei Jahren Studium). Dazu gewährleistet der Test eine hohe Vergleichbarkeit der Bedingungen (unterschiedliche Bewertungs-Maßstäbe, unterschiedliche Notenstrenge oder individuelle Bevorteilungen/Benachteiligungen sind praktisch nicht möglich).
Ein Evaluationsbericht des Schweizerischen Wissenschafts- und Innovationsrates von 2016 bekräftigt, dass es sich beim EMS um einen validen Test zur Vorhersage des Studienerfolgs handelt, insbesondere in der Humanmedizin, mit Einschränkungen in der Tiermedizin. Dies gelte jedoch vor allem für das erste Studienjahr, für den Fortgang des Studiums fehlten entsprechende Angaben. Der Wissenschaftsrat empfiehlt weitere Untersuchungen für den späteren Studienverlauf an allen medizinischen Fakultäten.
Im Vorfeld der Evaluation wurden mehrere Varianten als Alternativen oder Ergänzungen der Zulassungsverfahrens bzw. Tests vorgeschlagen und diskutiert. Die Schweizerische Hochschulkonferenz kam zum Ergebnis, das Selektionsverfahren auch nach 2019 in seiner bisherigen Form weiterzuführen und dazu mit dem Zentrum für Testentwicklung auf der Basis eines neuen Vertrages weiter zusammenzuarbeiten. Damit wurden die im Raum stehenden Ergänzungen durch Fragen zum Schulwissen zunächst verworfen. Auch das von der Verbindung der Schweizer Ärztinnen und Ärzte vorgeschlagene zweistufige Eignungsverfahren, das in Ergänzung zum EMS Situational Judgment Tests, Multiple Mini-Interviews oder Praktika einführt, wurde nicht aufgegriffen.

## Unterschiede zum deutschen TMS
Der EMS basiert auf dem Konzept des Tests für Medizinische Studiengänge (TMS). Die Unterschiede sind:
- ein veränderter Konzentrationstest (der zeitweise auch in den neuen TMS Eingang fand);
- von 2005 bis 2015 eine neue Aufgabengruppe Planen und Organisieren, die aufgrund einer neuen Anforderungsanalyse für das Medizinstudium aufgenommen wurde und Planungskompetenz erfassen soll. Sie musste zugunsten der jährlichen Verwendbarkeit neuer Aufgaben aus Kostengründen eingespart werden.[23]
- ein Verzicht auf Einstreuaufgaben; damit ist die Aufgabenanzahl im Vergleich zum TMS in den meisten Aufgabengruppen um vier reduziert und der EMS trotz der zusätzlichen Aufgabengruppe in etwa gleich lang;
- Der gemittelten Rangplatz über die Aufgabengruppen als Entscheidungskriterium für die Zulassung bei gleichem Testwert;
- äquivalente Testformen in den (Landes-)Sprachen der Schweiz: Deutsch, Französisch und Italienisch.
- Ab 2014 die Verwendung des Test-Prozentranges (TP) für die Zulassung, der direkt aus der Verteilung der erreichten Pun Dieser löst den bisherigen Testwert ab und gewährleistet eine höhere Differenzierung (s. o.).
- Der EMS darf jährlich wiederholt werden (dabei zählt das letzte Ergebnis) bzw. das Testergebnis ins Folgejahr übernommen werden.[24]
- Die weitere Verkürzung seit der Corona-Pandemie, um auf die Pause verzichten zu können
- Ab 2025 eine neue Aufgabengruppe „Objekte im Raum“

## Studieneignung, Berufseignung und soziale Kompetenz
Man hat sich beim Zulassungstest bewusst auf Studieneignung beschränkt, weil vor Einführung des NC 50–60 % der Personen Prüfungen nicht bestanden und das Studium abbrachen. Medizin ist und bleibt ein anspruchsvolles Studium hinsichtlich der geforderten mathematisch-naturwissenschaftlichen Kompetenzen. Verlagert man das Gewicht des Tests zu sehr auf soziale Kompetenzen (die weniger prüfungsrelevant sind), besteht die Gefahr, dass die Zulassung nicht mehr nach der Erfolgsaussicht geschieht und dass die Abbruchraten wieder ansteigen. Wurde die Zulassung begrenzt, würde die Ausbildungskapazität vor allem im Fachstudium dann nicht mehr optimal genutzt.
Die Studieneignung als „Studierfähigkeit“ (sich neues Wissen effektiv aneignen) wird allerdings auch als Kernkompetenz der Berufseignung gesehen, vor allem im Hinblick auf Modelle der zunehmend geforderten kontinuierlichen lebenslangen Weiter- und Fortbildung in der Medizin.
Bezüglich der Sozialkompetenz ist die Suche nach einem verfälschungssicheren Paradigma mit Eignung für den Zulassungstest beständig (und erfolglos) weiter erfolgt: Die „Situational Judgement Tests“ (SJT) erfüllten die Hoffnungen nicht. Eine Darbietung auf Papier hat in Belgien keine ausreichende Vorhersage für kognitive oder soziale Studienerfolgskriterien erlaubt; eine Darbietung per Video wäre aussichtsreicher, ist aber aufgrund des Aufwandes und der technischen Voraussetzungen nicht realistisch. Aufgrund eines ausführlichen Workshops in Wien wurde auf eine Pilotstudie mit einer Papierversion verzichtet. Andere auf Selbstbeurteilung beruhende Paradigmen sind allenfalls für das Self Assessment geeignet – nicht aber für einen wie oben charakterisierten Zulassungstest (auch wegen der Verfälschbarkeit und Trainierbarkeit).
Es liegen außerdem keine ausreichend differenzierten Anforderungsanalysen vor, um Berufseignung für die verschiedenen Medizinalberufe tatsächlich zu beschreiben und nachfolgend mit einem Zulassungstest zu erfassen. Die einzelnen Fachgebiete (z. B. Chirurgie vs. Psychiatrie) und Arbeitsorte (z. B. Labor vs. Praxis) unterscheiden sich beträchtlich. Keines der Merkmale hat die Qualität, dass es als „hartes“ Kriterium für die Zulassung praktisch verwendbar wäre (es sind für Interviews ggf. Beurteiler notwendig, die unterschiedliche Maßstäbe haben können, erwünschtes Verhalten ist stark trainierbar und einige Merkmale bilden sich erst während des Studiums heraus bzw. sind selbst Ausbildungsziele).

## Ergänzendes Self-Assessment für Soft-Skills
Ergänzend wurde zum EMS von 2010 bis 2017 ein Online Self Assessment zur Erfassung studienrelevanter Persönlichkeitsmerkmale, von Interessen für Medizinstudium und -beruf sowie von Wissen bzw. Erwartungen bezüglich eines Medizinstudiums/Medizinalberufes eingesetzt, um auch Soft Skills in den Entscheidungsprozess für eine Zulassung der Bewerber einzubeziehen. Dies ist anonym und freiwillig und daher weniger anfällig für Antworten nach der sozialen Erwünschtheit. Dies wird gegenwärtig nicht mehr angeboten.

## Trainierbarkeit des EMS
Die Trainierbarkeit des EMS stellt für viele Bewerber ein wichtiges Thema dar, da sie sich auf den Test gut vorbereiten möchten, weshalb es auch einen florierenden Trainingsmarkt in diesem Bereich gibt. Von Seiten der Testentwickler wird zu einer Vorbereitung auf den Test dringend geraten. Der Test ist allerdings kein Wissenstest, wo man aus einem vorgegebenen Inhaltskatalog sich durch Auswendiglernen vorbereiten kann.
Grundsätzlich gilt für den EMS das sogenannte Testing-the-Limits-Paradigma, d. h., dass der Test mit zunehmender Übung und Praxis an Differenzierungsfähigkeit gewinnt und die Werte sich von Testung zu Testung auf einem stabileren Level (der individuellen Leistungsasymptote) einpendeln, da Startvorteile, die in Vorwissensunterschieden oder einer besseren schulischen Ausbildung begründet liegen können, zwischen den Bewerbern ausgeglichen werden. Das heißt, dass die Reliabilität des Messinstruments von Testung zu Testung zunimmt, wie in verschiedenen Untersuchungen bestätigt werden konnte. Das Gleiche gilt auch für Training. Je besser die Trainingsintervention ist, umso schneller erreicht jemand seine individuelle Leistungsasymptote. Übung und Training stellen daher eine Notwendigkeit für die Bewerber dar, weshalb Originalversionen des Tests öffentlich erhältlich sind, die am besten unter Echtzeitbedingungen absolviert werden sollten.
Im Rahmen der Evaluierungen des EMS wurde auch die Auswirkung verschiedener Vorbereitungsarten untersucht. Insgesamt konnte ein Optimum bei einer selbständigen Vorbereitungsdauer von 30 bis 35 Stunden statistisch aufgefunden werden. Außerdem scheint eine positive Wirkung der gemeinsamen Vorbereitung in Gruppen zu bestehen. Positiv auf die Vorbereitung wirkt sich auch das Durchführen eines Tests unter Echtzeitbedingungen aus. In Bezug auf den Erfolg von zusätzlichen Testtrainings konnten keine signifikanten Vorteile  von Teilnehmern festgestellt werden. Selbstständige Vorbereitung scheint überdies mehr zu bewirken als die Teilnahme an Kursen, da gezeigt werden konnte, dass jene Kursteilnehmer, die nur einen kurzen Kurs (Dauer < 8 h) besuchten und sich intensiv selbst beschäftigten, besser abschnitten als jene, die an einem längeren Kurs teilnahmen (Kurs > 8 h).
Im Rahmen einer großangelegten Untersuchung 1982 zeigte Bernhard Deter, dass nicht einmal Unterschiede zwischen Teilnehmern eines Kurses und jenen, die nur eine Testbroschüre erhielten, aufgefunden werden konnten, was damals dazu geführt hat, dass die Testinformationsbroschüre eingeführt wurde. Die Kombination von Testbroschüre und Originalversionen heute und die Daten der Evaluierungen lassen vermuten, dass keine Einschränkungen der Testfairness durch Trainingskurse zu erwarten sind.
Ein interessanter Zusammenhang besteht bezüglich der Frage, welche Subtests des EMS sich besonders gut und welche sich besonders schlecht trainieren lassen. Diesbezüglich konnte ein Zusammenhang mit der Faktorenstruktur des Tests gefunden werden, wenn diese Daten mit der groß angelegten Trainingsstudie von Deter (1982) in Verbindung gesetzt werden. Je höher die Ladung des Subtests auf dem Faktor „Schlussfolgerndes Denken“, desto niedriger sind die zu erwartenden Trainingsgewinne. Je höher die Ladung allerdings auf dem Faktor „Visuelle Fähigkeiten“, desto höher ist der zu erwartende Gewinn. In Zusammenhang mit dem Faktor „Merkfähigkeit“ gibt es keinen Zusammenhang mit der Trainierbarkeit der Subtests. Daraus ergibt sich eine Reihenfolge der Subtests hinsichtlich ihrer Trainierbarkeit, auf die auch bei der Vorbereitung im Falle einer Prioritätensetzung geachtet werden kann:
1. Muster zuordnen
2. Figuren lernen
3. Fakten lernen
4. Schlauchfiguren
5. Diagramme und Tabellen
6. Medizinisch-naturwissenschaftliches Grundverständnis
7. Quantitative und formale Probleme
8. Textverständnis.

## Geschlechterunterschiede und Genderfairness
Geschlechtsunterschiede beim EMS waren immer wieder Gegenstand von Diskussionen, da Testfairness eine Chancengleichheit voraussetzt. Chancengleichheit bedeutet, dass bei gleicher Eignung (hier Studieneignung, s. o.) gleiche Ergebnisse erzielt werden können. Chancengleichheit ist nicht mit Ergebnisgleichheit zu verwechseln (wenn etwa gleiche Mittelwerte für alle Gruppen zwingend erwartet werden), da sich objektiv vorhandene Eignungsunterschiede auch im Ergebnis widerspiegeln müssen. Außerdem sind die Kohorten der Männer und Frauen, die sich für ein Medizinstudium bewerben, nicht repräsentativ für die jeweiligen Altersgruppen und auch miteinander nicht zwingend vergleichbar, weil die Studienwahl jeweils unterschiedlich motiviert sein kann. Sie sind auch prozentual nicht gleich.
Besondere Bedeutung hatte diese Diskussion beim Einsatz in Österreich (siehe Genderunterschiede der Ergebnisse in Österreich).
In der Schweiz und auch beim Test für Medizinische Studiengänge (TMS) in Deutschland kann aufgrund der empirischen Ergebnisse von einer Chancengleichheit der Geschlechter ausgegangen werden (siehe die jährlichen Kapitel zu Geschlechterunterschieden in den Berichten des ZTD mit diversen Mittelwertsvergleichen.).

## Weitere politische Diskussionen
Die sonstigen politischen Diskussion prägen v. a. folgende Themen:
- Probleme steigenden Ärztebedarfes, ein aktueller Ärztemangel sowie in der Schweiz der hohe Ausländeranteil bei Ärzten könnten durch Abschaffung des NC gelöst werden.[34][35] Begrenzend für die Zulassung zum Medizinstudium sind die Ausbildungskapazitäten vor allem im Fachstudium, wo entsprechende Klinikkapazitäten vorhanden sein müssen (Betten bzw. Patienten, Technik, Betreuung) – das Medizinstudium ist auch eine Berufsausbildung mit praktischen Anteilen. Dieser Ausbau ist teuer, die Kantone als Träger der Universitäten können zusätzliche Mittel nur begrenzt aufbringen. Die Zahl der Personen, die den Eignungstest für das Medizinstudium (EMS) absolviert haben, ist in der Schweiz von 670 im Jahr 2000 auf 2363 im Jahr 2012 gewachsen. Um die Nachfrage befriedigen und die gleiche Studienqualität wie im Jahr 2000 ohne NC aufrechterhalten zu können, hätte man 11 Universitäten wie Basel oder 6 wie Zürich zusätzlich benötigt.[36] Nachfrage nach Studienplätzen und sinnvoller Kapazitätsausbau, der teuer ist,  sind zwei verschiedene Fragen geworden.[37]
- Die Sinnhaftigkeit von Zulassungsbegrenzungen wird infrage gestellt sowie ein freier Hochschulzugang gefordert. Dies ist damit auch eine politische Entscheidung, die nichts mit dem Test selbst zu tun hat.[38][39]
- Die Begründung der Verwendung eines Eignungstests wird hinterfragt. Nicht zuletzt deshalb wird die Vorhersagefähigkeit des Prüfungserfolges laufend evaluiert. Auch im Vergleich mit anderen Zulassungskriterien (Abiturnote, Aufnahmegespräche, Sozialpraktika, intrauniversitäre Selektion nach dem ersten Jahr) hat der Test aber Vorteile.[40][41]